# 伊普比
伊普比是巴西伯南布哥州的一个市镇。总面积972.17平方公里，总人口25893人，人口密度26.6人/平方公里。